# (541) Deborah
(541) Deborah – planetoida z grupy pasa głównego asteroid okrążająca Słońce w ciągu 4 lat i 264 dni w średniej odległości 2,81 j.a. Została odkryta 4 sierpnia 1904 roku w Landessternwarte Heidelberg-Königstuhl w Heidelbergu przez Maxa Wolfa. Nazwa planetoidy pochodzi od imienia biblijnej prorokini Debory. Przed jej nadaniem planetoida nosiła oznaczenie tymczasowe (541) 1904 OO.